# Furcillaria thrinax
Furcillaria thrinax är en mångfotingart som först beskrevs av Shelley 1982.  Furcillaria thrinax ingår i släktet Furcillaria och familjen Xystodesmidae. Inga underarter finns listade i Catalogue of Life.